# NGC 3490
إن جي سي 3490 التي يرمز لها بالرمز NGC 3490، هي مجرة، في كوكبة الأسد.

## الاكتشاف
اكتشفت في 1880.